# Shiva N'Zigou
Shiva Star N'Zigou (Tchibanga, 24 ottobre 1983) è un ex calciatore gabonese, di ruolo attaccante.

## Biografia
Ad agosto 2018, in un'intervista rilasciata alla TV cristiana "TV2Vie" del Gabon, ha dichiarato che da giovane, quando la sua carriera era in crescendo, il padre esigeva per sé tutti i soldi guadagnati e, in aggiunta, ha sacrificato la madre affinché «il suo spirito mi aiutasse nella mia carriera calcistica». Dichiara inoltre di esser stato costretto ad avere rapporti sessuali con zia e sorella, e di aver avuto una relazione con un uomo. Nel prosieguo dell'intervista ha dichiarato anche di aver mentito sull'età, e di avere cinque anni in più di quanto risulta sui documenti ufficiali.

## Carriera

### Club
Ha giocato nella massima serie del campionato francese con il Nantes.

### Nazionale
Con la nazionale gabonese ha partecipato alla Coppa d'Africa 2000.